# La Isleta (Argentina)
La Isleta es una localidad argentina ubicada en el departamento General Obligado de la provincia de Santa Fe. Se encuentra 4 km al este de Villa Ocampo, de la cual depende administrativamente.
El paraje de La Isleta fue el primero al cual arribó el grupo que inició la colonización de Villa Ocampo en 1880, construyéndose en él un fuerte de madera para resguardo de los ataques indígenas. Desprovistos de alimentos, debieron permanecer en el lugar una semana a cambio de labores que les permitirán adquirir víveres y luego el contingente se trasladó unos kilómetros más al oeste donde fundaría la colonia y ciudad de Villa Ocampo. En 2010 se estaba realizando la red de agua potable mediante un núcleo independiente del de la planta urbana de Villa Ocampo.

## Población
Cuenta con 210 habitantes (Indec, 2010), lo que representa un descenso del 45% frente a los 364 habitantes (Indec, 2001) del censo anterior.
| Gráfica de evolución demográfica de La Isleta entre 1991 y 2010 |
|                                                                 |
| Fuente: Censos nacionales del INDEC                             |